# Ottensoos

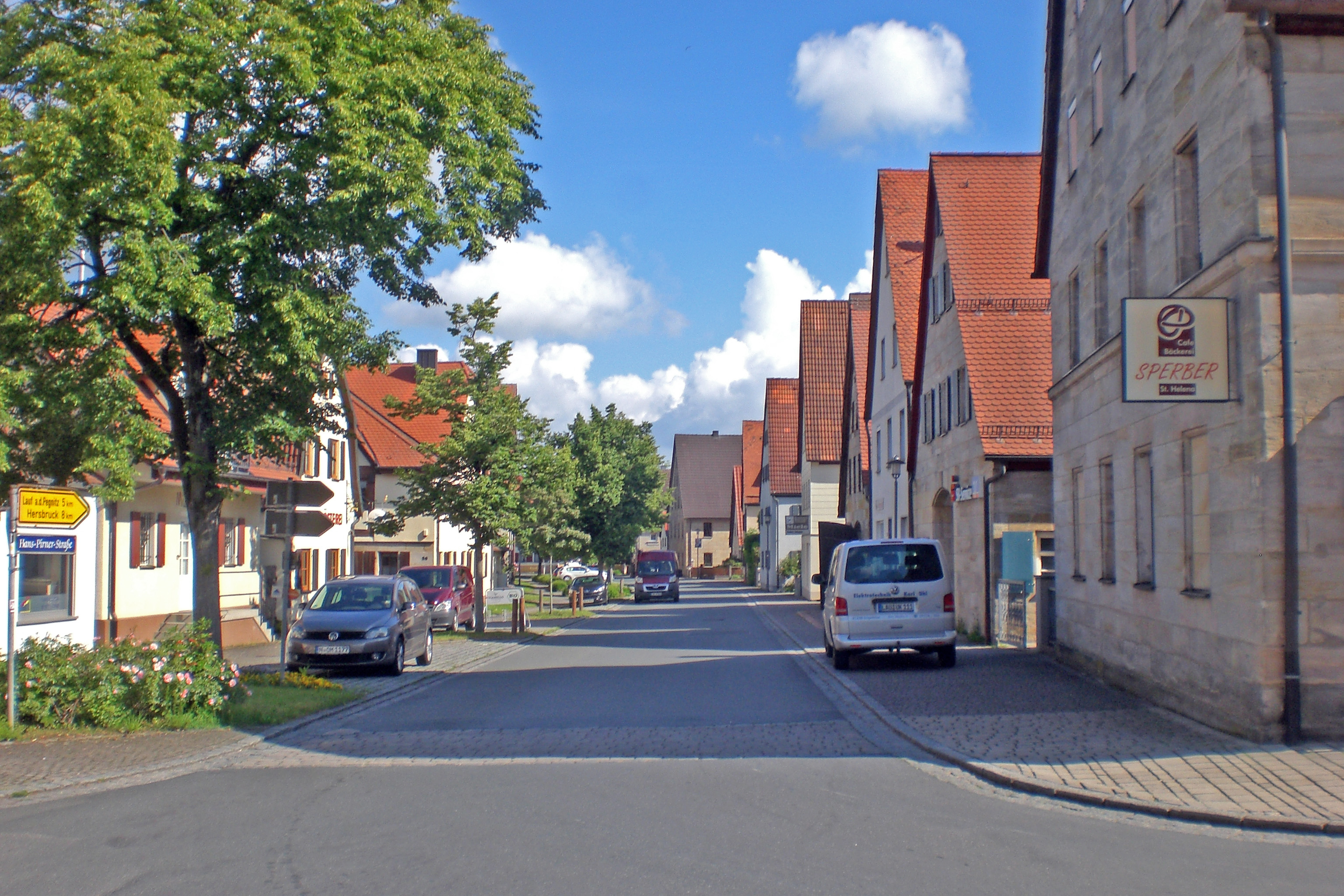
Ortsstraße Ottensoos (2024)

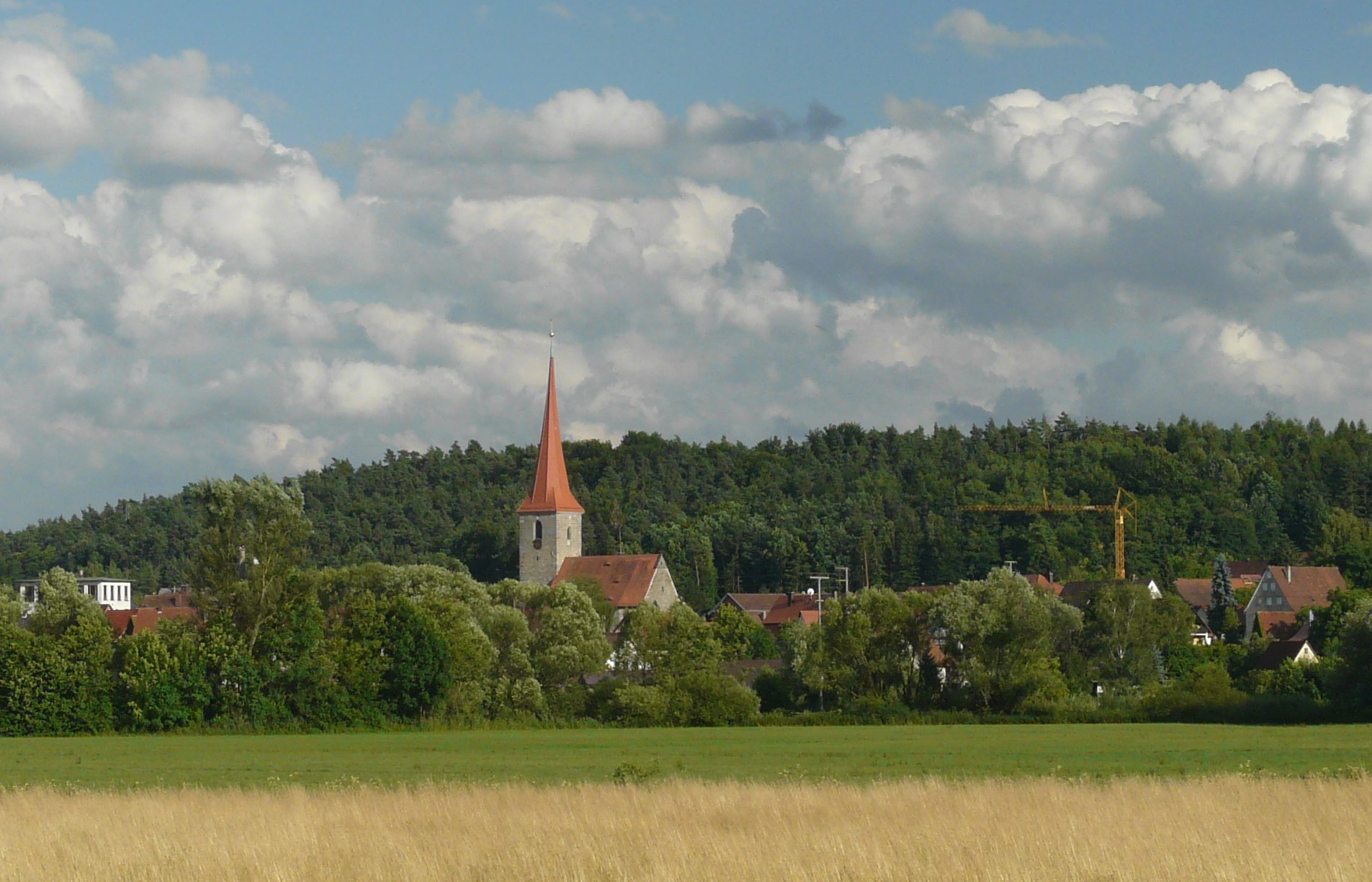
Ortsansicht von Ottensoos

Ottensoos ist eine Gemeinde im mittelfränkischen Landkreis Nürnberger Land.

## Geografie

### Geografische Lage
Ottensoos liegt am Eingang zur Hersbrucker Schweiz, zwischen den Städten Lauf an der Pegnitz im Westen und Hersbruck im Osten, im hier weiten Tal der Pegnitz, die nördlich angrenzend vorbeifließt.

### Nachbargemeinden
Nachbargemeinden sind (im Norden beginnend im Uhrzeigersinn): Neunkirchen am Sand, Reichenschwand, Henfenfeld, Engelthal, Leinburg und Lauf an der Pegnitz.

### Gemeindegliederung

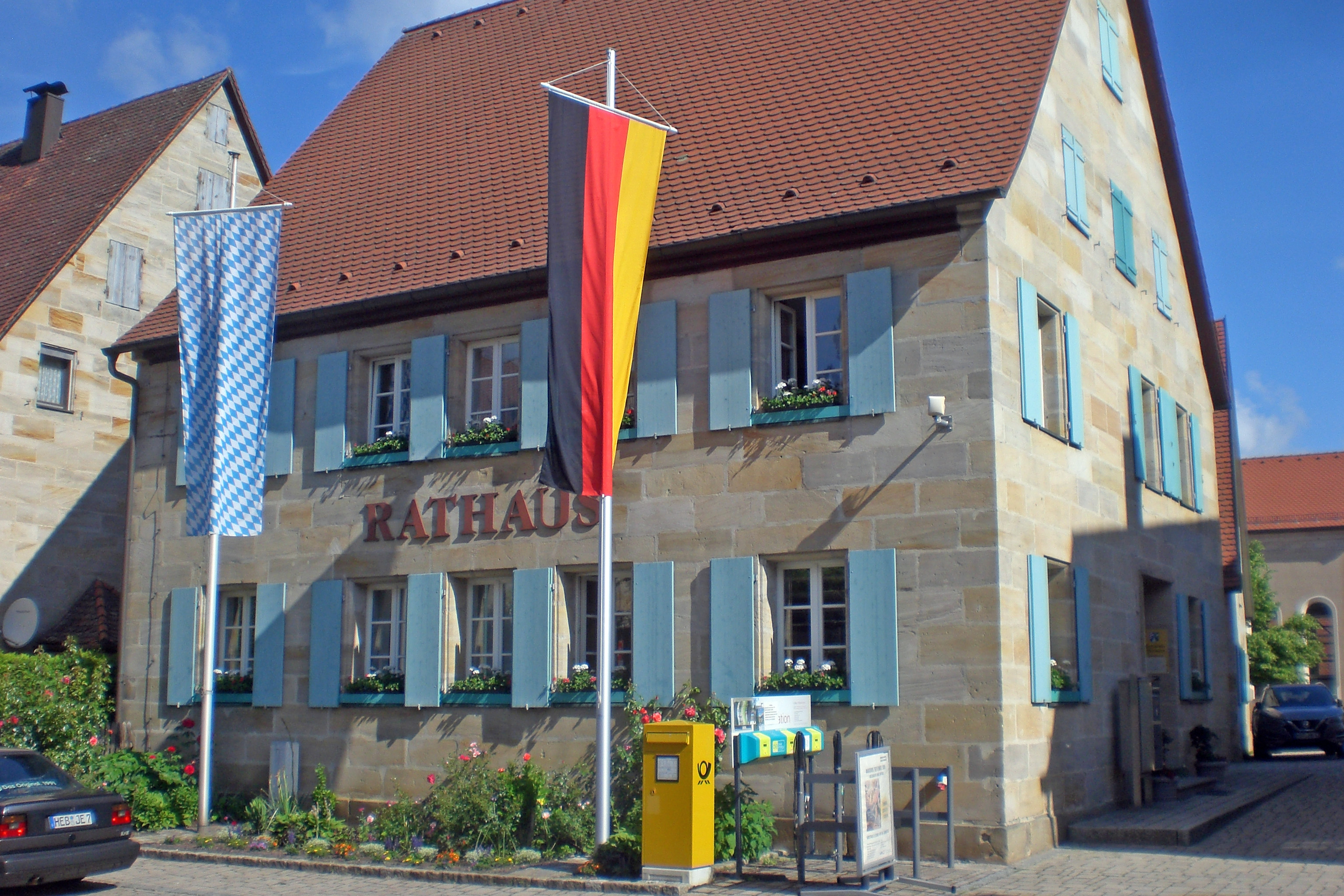
Rathaus Ottensoos (2024)

Es gibt drei Gemeindeteile:
- Bräunleinsberg
- Ottensoos (fränkisch Ouernsous)
- Rüblanden (fränkisch Rollandn)

Es gibt auf dem Gemeindegebiet die Gemarkungen Ottensoos und Weigenhofen (Gemarkungsteil 1). Die Gemarkung Ottensoos hat eine Fläche von 6,774 km². Sie ist in 3087 Flurstücke aufgeteilt, die eine durchschnittliche Flurstücksfläche von 2194,27 m² haben. In ihr liegt neben dem namensgebenden Ort der Gemeindeteil Bräunleinsberg.

### Klima
Die Gemeinde liegt in der kühl-gemäßigten Klimazone und weist ein humides Klima auf. Die Gemeinde befindet sich im Übergangsbereich zwischen dem feuchten atlantischen und dem trockenen Kontinentalklima. Nach der Klimaklassifikation von Köppen/Geiger zählt Ottensoos zum gemäßigten Ozeanklima (Cfb-Klima). Dabei bleibt die mittlere Lufttemperatur des wärmsten Monats unter 22 °C und die des kältesten Monats über −3 °C.
Die Niederschlagsmenge beträgt im durchschnittlichen Jahresmittel 644 mm, wobei ein Übergewicht im Sommer zu verzeichnen ist. Der Juni ist mit 76 mm der niederschlagreichste Monat. Im Februar fallen mit 38 mm die wenigsten Niederschläge. Über das gesamte Jahr ergibt sich eine mittlere Temperatur von 8,7 °C. Der Juli ist mit durchschnittlich 18,2 °C, aus klimatologischer Sicht, der wärmste Monat im Jahresverlauf. Im Januar sind die niedrigsten Temperaturen mit durchschnittlich −0,8 °C zu verzeichnen.
|                        | Jan  | Feb  | Mär  | Apr  | Mai  | Jun  | Jul  | Aug  | Sep  | Okt  | Nov | Dez  |   |      |
| Mittl. Temperatur (°C) | −0,8 | 0,4  | 4,2  | 8,5  | 13,3 | 16,4 | 18,2 | 17,4 | 13,7 | 8,8  | 3,6 | 0,7  | ⌀ | 8,7  |
| Mittl. Tagesmax. (°C)  | 2,0  | 3,8  | 8,6  | 13,7 | 18,9 | 22,0 | 23,8 | 23,0 | 19,1 | 13,3 | 6,5 | 3,2  | ⌀ | 13,2 |
| Mittl. Tagesmin. (°C)  | −3,5 | −3,0 | −0,1 | 3,3  | 7,7  | 10,9 | 12,6 | 11,8 | 8,4  | 4,3  | 0,8 | −1,8 | ⌀ | 4,3  |
|                        |      |      |      |      |      |      |      |      |      |      |     |      |   |      |
| Niederschlag (mm)      | 45   | 38   | 43   | 44   | 61   | 76   | 74   | 70   | 51   | 46   | 44  | 52   | Σ | 644  |

| −3,5 |

| −3,0 |

| −0,1 |

| 3,3 |

| 7,7 |

| 10,9 |

| 12,6 |

| 11,8 |

| 8,4 |

| 4,3 |

| 0,8 |

| −1,8 |

| −3,5 |

| −3,0 |

| −0,1 |

| 3,3 |

| 7,7 |

| 10,9 |

| 12,6 |

| 11,8 |

| 8,4 |

| 4,3 |

| 0,8 |

| −1,8 |

| N i e d e r s c h l a g | 45  | 38  | 43  | 44  | 61  | 76  | 74  | 70  | 51  | 46  | 44  | 52  |
|                         | Jan | Feb | Mär | Apr | Mai | Jun | Jul | Aug | Sep | Okt | Nov | Dez |

## Geschichte
Erstmals erwähnt wurde der Ort in einer Urkunde aus dem Jahre 903 von König Ludwig dem Kind, der Ottensoos, zusammen mit Sendelbach und einem nicht näher überlieferten Teorinhova dem Regensburger Kloster Sankt Emmeram schenkte. Doch war der über dem Südufer der Pegnitz liegende Ort bereits früher besiedelt, wie neuere Funde belegen.
Im 11. Jahrhundert erhielt der Ort mit der Weihe des Altars der Kirche St. Veit durch Bischof Gundekar II. von Eichstätt (1057–1075) eine wichtigere Funktion. Zunächst noch eine Filiale von Offenhausen, wurde St. Veit im 14. Jahrhundert zur Pfarrei. Ende des 15. Jahrhunderts wurde an den älteren Chorturm eine spätmittelalterliche Hallenkirche mit drei Schiffen angefügt. 1507 folgte noch ein viertes Schiff. Die Kirche wurde zu einer Kirchenburg mit einem teilweise doppelten Mauerring ausgebaut und ist Ortsmittelpunkt mit einem befestigten Friedhof.

### Einwohnerentwicklung

#### 1840 bis 1987
Die Einwohnerzahl von Ottensoos hat sich von 1840 bis 1987 wie folgt entwickelt:
| Jahr      | 1840 | 1871 | 1900 | 1925 | 1939 | 1950 | 1961 | 1970 | 1987 |
| Einwohner | 0655 | 0838 | 0905 | 0955 | 1062 | 1496 | 1521 | 1608 | 1661 |

Quelle: Bayerisches Landesamt für Statistik

#### Ab 2005
| Jahr      | 2005 | 2006 | 2007 | 2008 | 2009 | 2010 | 2011 | 2012 | 2013 | 2014 | 2015 | 2016 |
| Einwohner | 2049 | 2043 | 2037 | 2039 | 2062 | 2062 | 2045 | 2051 | 2045 | 2028 | 2039 | 2062 |

Quelle: Bayerisches Landesamt für Statistik

## Religion
Ottensoos war bis zum Ende des Zweiten Weltkriegs überwiegend evangelisch geprägt und hatte nur wenige katholische Einwohner. Die jüdische Gemeinde war zeitweise sehr stark, nahm jedoch im Zuge der Emanzipation der Juden ab, bis im November 1938 nach der Reichspogromnacht die letzten Juden nach Nürnberg verschleppt wurden.

### Christliche Gemeinden

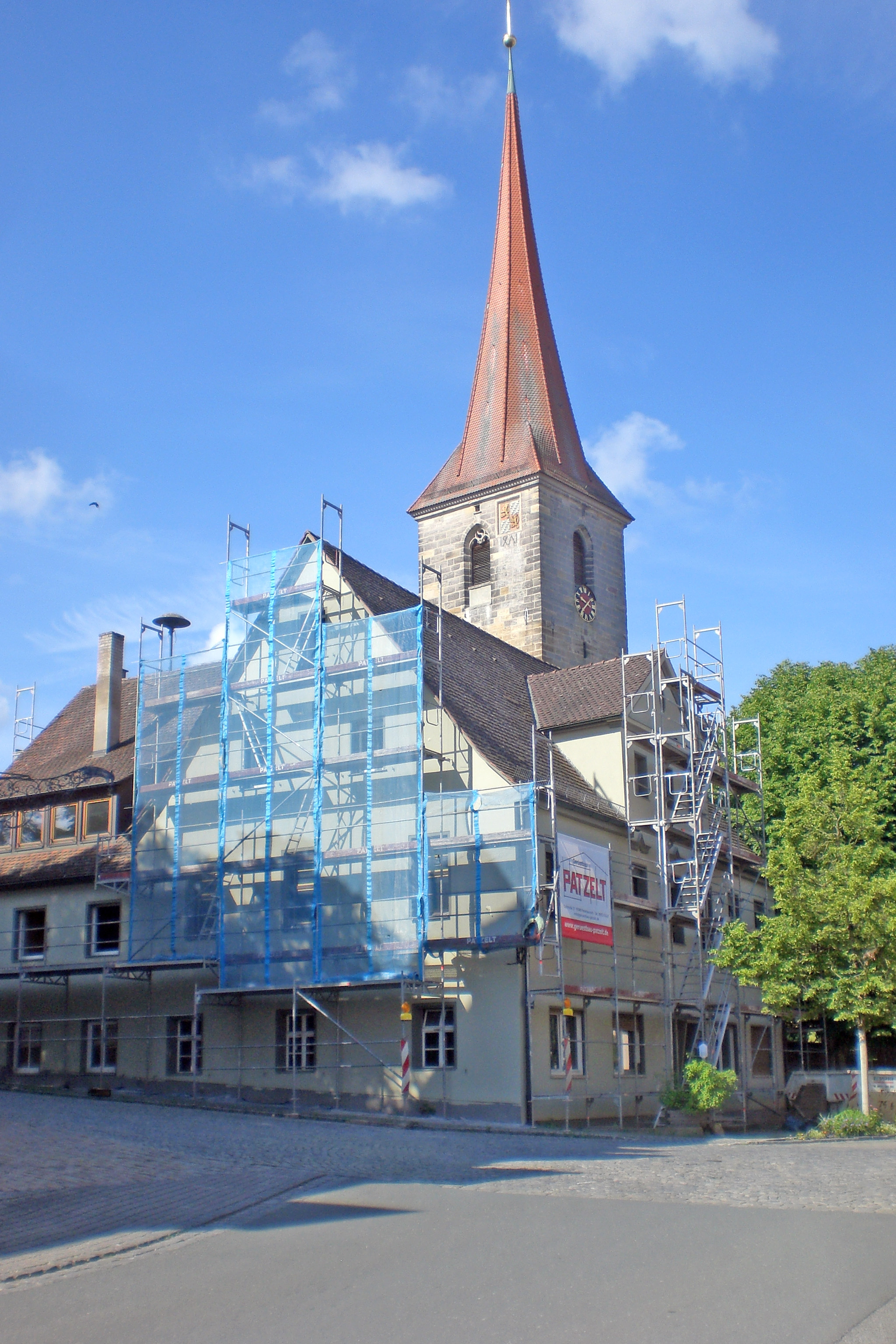
St. Veit (2024)

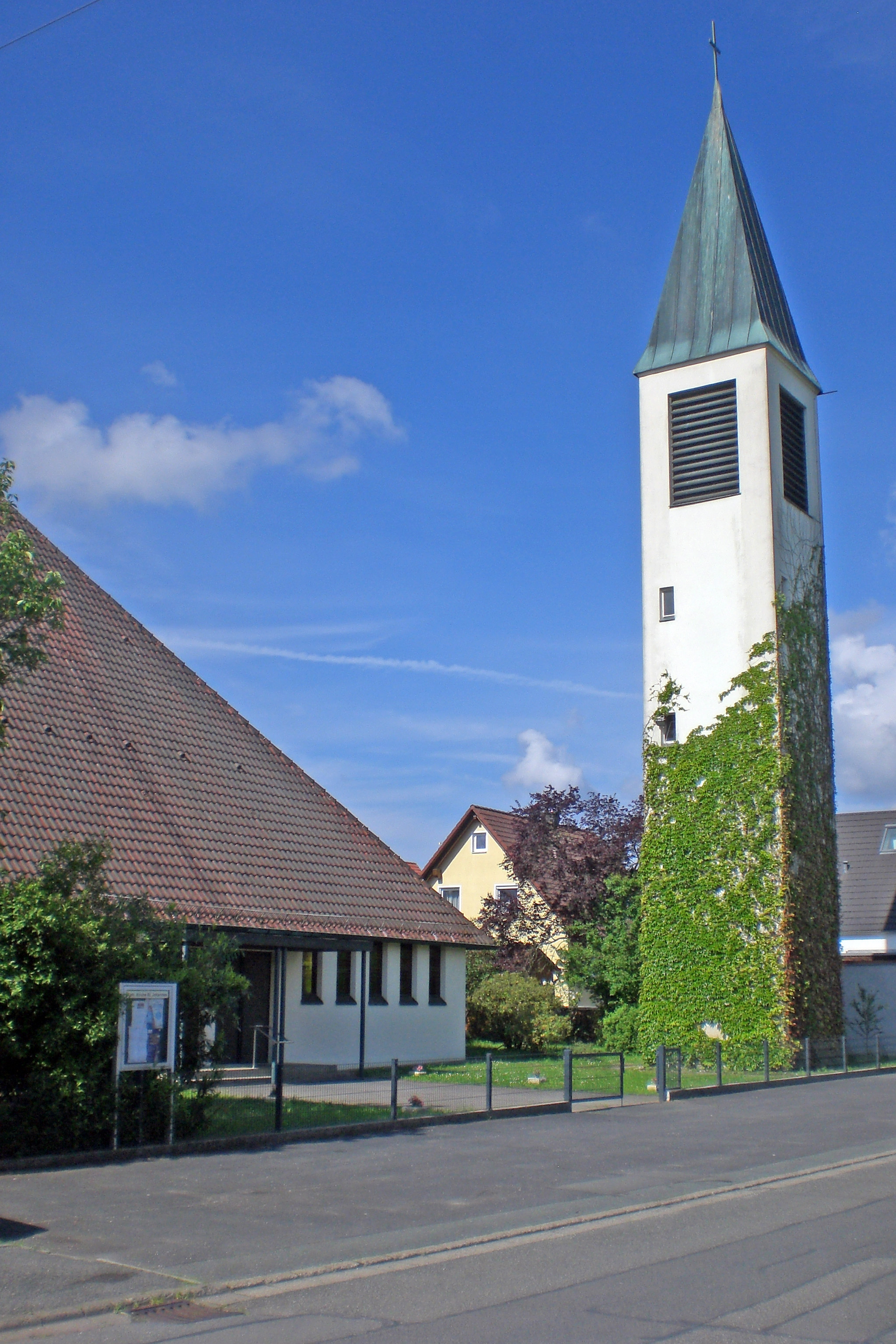
Johannes der Täufer (2024)

Die religiöse Geschichte in Ottensoos war durch die (Kirchen-)Politik bestimmt; in kirchlichen Dingen von der Reichsstadt Nürnberg bestimmt, wechselte es mit dieser 1525 im Zuge der Reformation zum evangelischen Bekenntnis.
In Ottensoos gibt es zwei Kirchenbauten:
- Die ehemalige Wehrkirche St. Veit ist seit der Reformation evangelisch.
- St. Johannes der Täufer (katholisch), eine Filialkirche der katholischen Pfarrgemeinde Neunkirchen am Sand, 1963–65 erbaut.

### Jüdische Gemeinde
Spätestens Ende des 15. Jahrhunderts war eine jüdische Gemeinde entstanden, die bis 1938/39 bestand und zeitweise bis zu einem Drittel der Einwohner umfasste. Viele jüdische Familien führten den Namen Ottensooser, der noch in aller Welt zu finden ist.
Eine Synagoge und ein Schulhaus wurden bei einem Brand 1871 vernichtet. Danach wurden eine neue Synagoge und ein neues Schulhaus für den Religionsunterricht mit einer Lehrerwohnung und einer Mikwe errichtet. Während der Novemberpogrome 1938 wurde das Gebäude der Synagoge teilweise zerstört und die Inneneinrichtung völlig vernichtet. Die Ritualien sind seitdem verschollen. Mit der Deportation der letzten Ottensooser Juden erlosch die jüdische Gemeinde. Das Synagogengebäude (Dorfplatz 5), das der Gemeinde Ottensoos gehört, wurde renoviert und mit einer Hinweistafel versehen. Das ehemalige Schächterhaus (Wiesenweg 1) ist in privatem Besitz und wird als Wohnhaus genutzt.

## Politik
- CSU: 7
- FWG: 4
- SPD: 2
- Grüne: 1

### Bürgermeister
Bei der Kommunalwahl vom 15. März 2020 wurde Klaus Falk (CSU) mit 80,32 % der Stimmen wiedergewählt.

### Gemeinderat
Der Gemeinderat hat 14 Mitglieder. Weiteres Mitglied und Vorsitzender des Gemeinderates ist der Bürgermeister. Bei der Kommunalwahl vom 15. März 2020 haben von den 1660 stimmberechtigten Einwohnern in der Gemeinde Ottensoos 1348 von ihrem Wahlrecht Gebrauch gemacht, womit die Wahlbeteiligung bei 81,20 % lag.

### Wappen
| Wappen von Ottensoos | Blasonierung: „Durch eine eingeschweifte blaue Spitze, darin aus einer silbernen Quadermauer wachsend eine silberne Wehrkirche, gespalten; vorne fünfmal schräg links geteilt von Rot und Silber, hinten gerautet von Silber und Blau.“ |
| Wappen von Ottensoos | |

## Kultur und Sehenswürdigkeiten
Der alte Ortskern rund um die Wehrkirche St. Veit ist sehenswert und weist zahlreiche mächtige Sandsteinbauernhäuser mit Hopfenböden auf.
In der Landwirtschaft und im Handel brachte vor allem der Hopfen den Wohlstand in den Ort. Heute ist ein Großteil dieser Häuser restauriert.

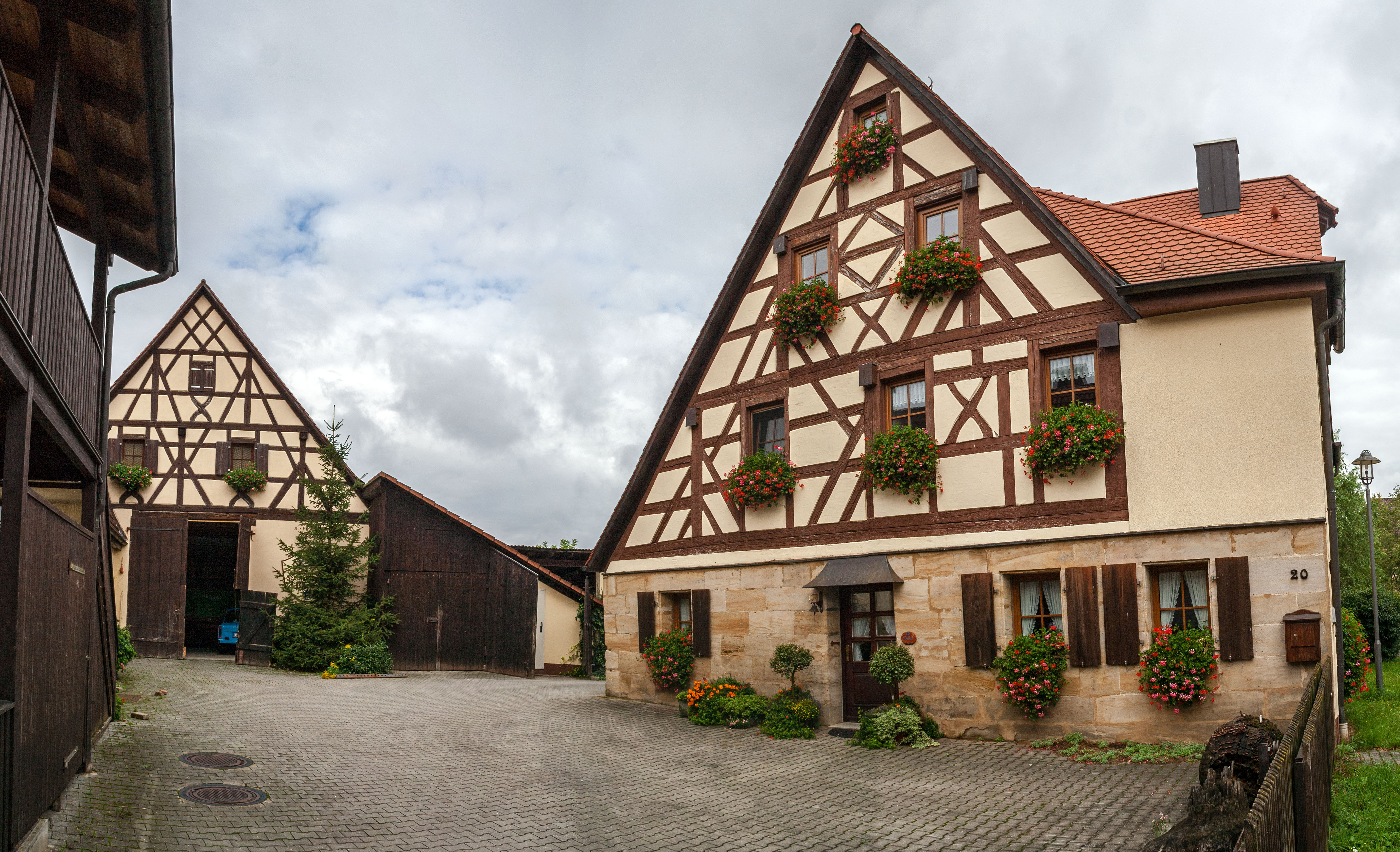
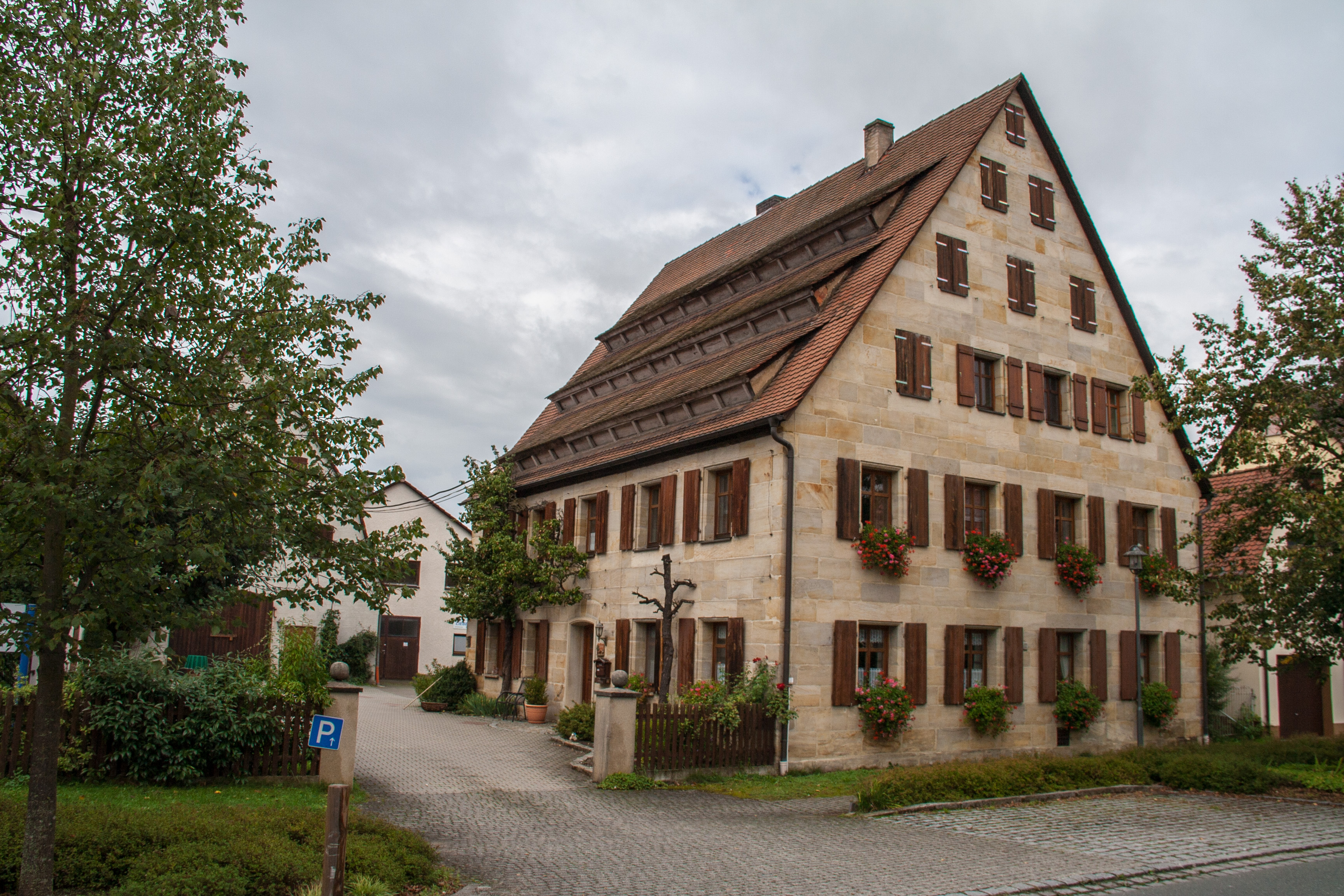
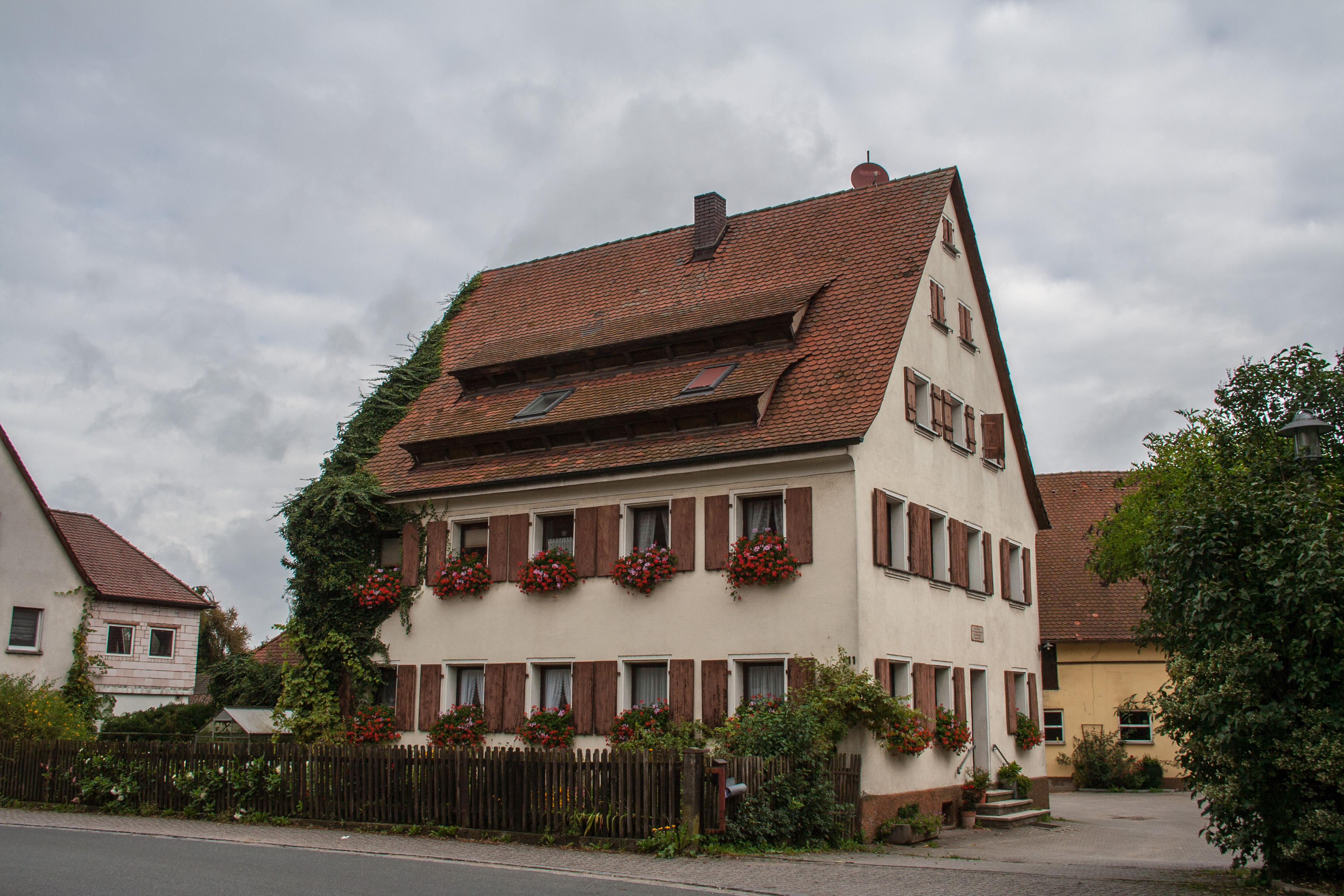
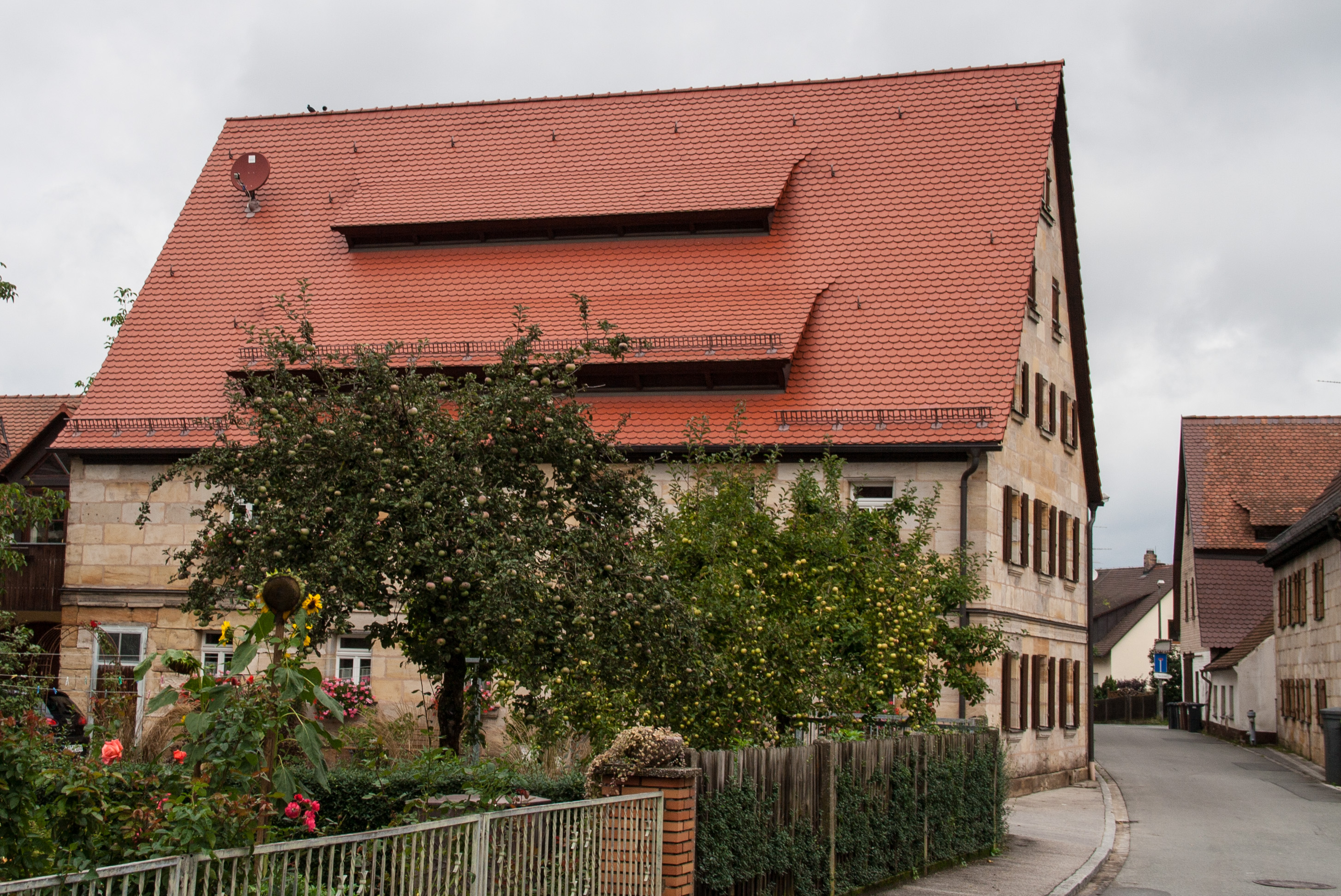
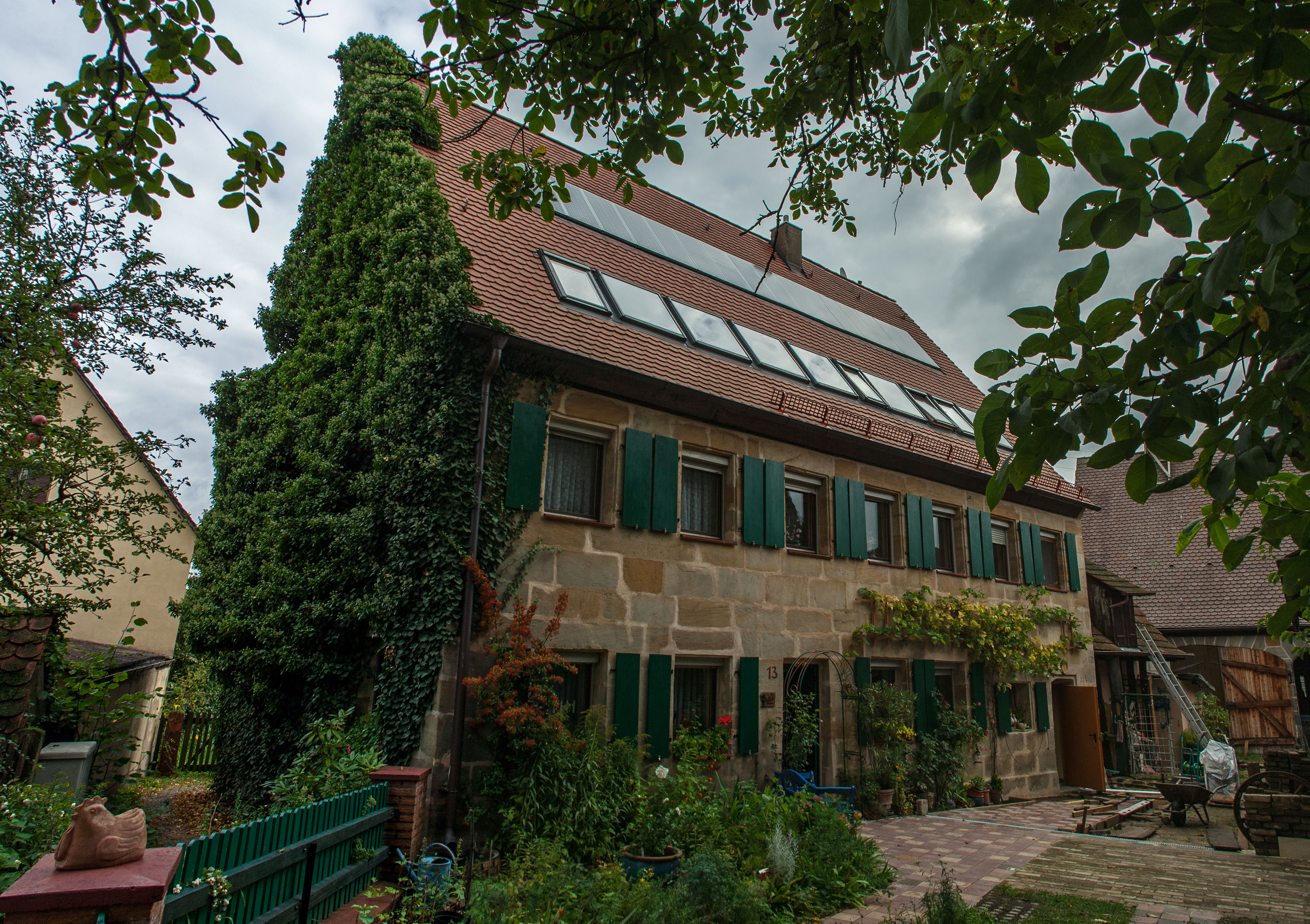

### Baudenkmäler

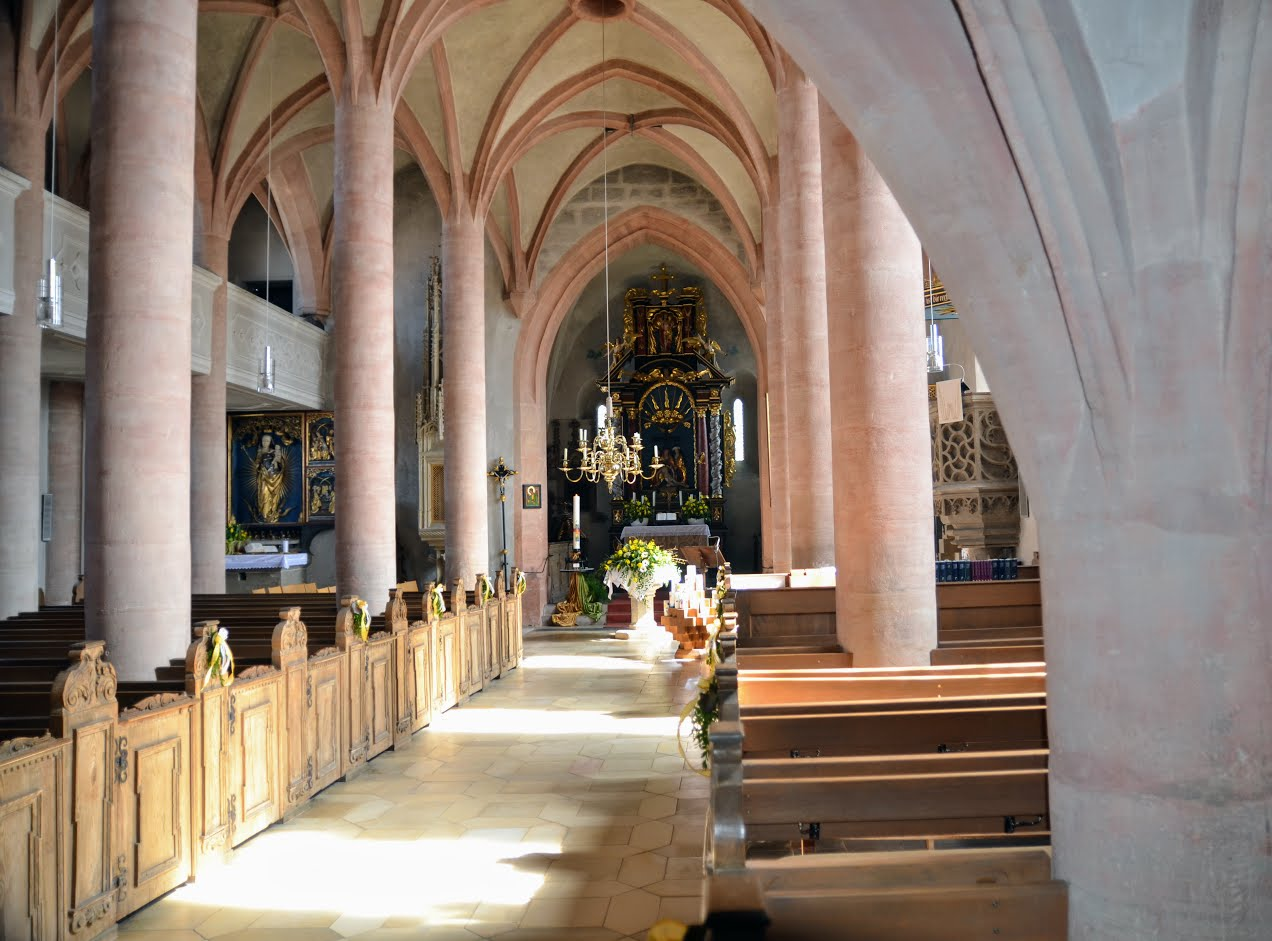
Gotisches Steingewölbe der Pfarrkirche St. Veit

Die vierschiffige Hallenkirche St. Veit stellt eine der am besten erhaltenen Kirchenburgen Mittelfrankens dar. Die evangelisch-lutherische Kirche ist von einem ehemals befestigten Friedhof umgeben. Die fünfeckige Sandsteinumwallung wurde überwiegend in doppelter Form (innere und äußere Umwallung) im 15. Jahrhundert angelegt. Nach den Hussiteneinfällen wurden die Kirchen des Nürnberger Landes verstärkt in dieser Art errichtet. Der feste Kirchturm mit seinen Wachtürmchen und Schießkammern diente als letzte Zuflucht in den mittelalterlichen Kriegen. Das gotische Steingewölbe der Kirche stammt aus den Jahren 1450 bis 1470.

## Ökologie

### Schutzgebiete
Mit Ausnahme der Siedlungsräume ist das Gemeindegebiet als Bestandteil des 16684 Hektar umfassenden Landschaftsschutzgebiets Südlicher Jura mit Moritzberg und Umgebung unterschutzgestellt.
Südlich der Ortschaft Speikern befindet sich das 10,5 Hektar große Naturschutzgebiet Feuchtgebiet und Sandmagerrasen bei Speikern.
Zudem liegen Teilbereiche des europäischen Natura-2000-Gebiets Feuchtgebiete im Pegnitztal bei Reichenschwand im Gemeindegebiet Ottensoos (FFH-Gebiet mit 37,9 Hektar Größe).

### Fauna und Flora
Das Pegnitztal mit den typischen und vielfältig strukturierten Zonationskomplexen auf den quartären Terrassensanden bietet bedeutenden Amphibien- und Libellenvorkommen geeignete Lebensräume.
Das Naturschutzgebiet Feuchtgebiet und Sandmagerrasen bei Speikern und der Feuchtlebensraum südlich von Reichenschwand sind Laichgewässer des Kammmolchs (Triturus cristatus). Der größte einheimische Wassermolch gehört in Bayern zu den seltenen Amphibienarten. Die in Bayern vom Aussterben bedrohte Libellenart Große Moosjungfer (Leucorrhinia pectoralis) kommt ebenso in den beiden Feuchtlebensräumen vor.
Folgende Lebensraumtypen weisen in Ottensoos eine hohe naturschutzfachliche Bedeutung auf:
- Feuchte Hochstaudenfluren
- Artenreiche Borstgrasrasen
- Subkontinentale basenreiche Sandrasen

## Wirtschaft und Infrastruktur

### Verkehr
- Ottensoos liegt südlich der Bundesstraße 14, auf der man nach zwei Kilometern die Autobahn A 9 (München–Berlin) erreicht. Die Kreisstraße LAU 32 verbindet den Ort mit der B 14.
- Der Haltepunkt Ottensoos liegt an der Bahnstrecke Nürnberg–Irrenlohe. Seit dem 12. Dezember 2010 ist er Bestandteil des S-Bahnnetzes Nürnberg (Linie S2, bis 2023 Linie S1), Streckenast Nürnberg – Röthenbach – Lauf (links Pegnitz) – Hersbruck (links Pegnitz) – Hartmannshof mit stündlich zwei S-Bahn-Zügen in jede Richtung. In den Hauptverkehrszeiten verstärken zusätzliche S-Bahnen den Fahrplan.

| Linie | Verlauf | Takt                                       |
| ----- | --- | ------------------------------------------ |
| S2    | Roth – Büchenbach – Rednitzhembach – Schwabach – Schwabach-Limbach – Katzwang – Reichelsdorfer Keller – Nürnberg-Reichelsdorf – Nürnberg-Eibach – Nürnberg-Sandreuth – Nürnberg-Steinbühl – Nürnberg Hbf – Nürnberg-Dürrenhof – Nürnberg Ostring – Nürnberg-Mögeldorf – Nürnberg-Rehhof – Nürnberg-Laufamholz – Schwaig – Röthenbach (Pegnitz) – Röthenbach-Steinberg – Röthenbach-Seespitze – Lauf West – Lauf (links Pegnitz) – Ottensoos – Henfenfeld – Hersbruck (links Pegnitz) – Happurg – Pommelsbrunn – Hartmannshof Stand: Fahrplanwechsel Dezember 2023 | 20/40 min 60 min (BHersbruck–Hartmannshof) |
Vorher verkehrten hier Regionalbahnen, vorwiegend zwischen Lauf und Hartmannshof. In Hartmannshof besteht Anschluss an den Regionalexpress nach Weiden in der Oberpfalz und nach Schwandorf.
- Das 150 Jahre alte Bahnhofs-Empfangsgebäude, um das sich damals nach seiner Erstellung ein neues Ortsviertel entwickelte, wurde von 2009 bis 2012 saniert und in einen Kulturbahnhof umgewandelt.

### Gewerbegebiet

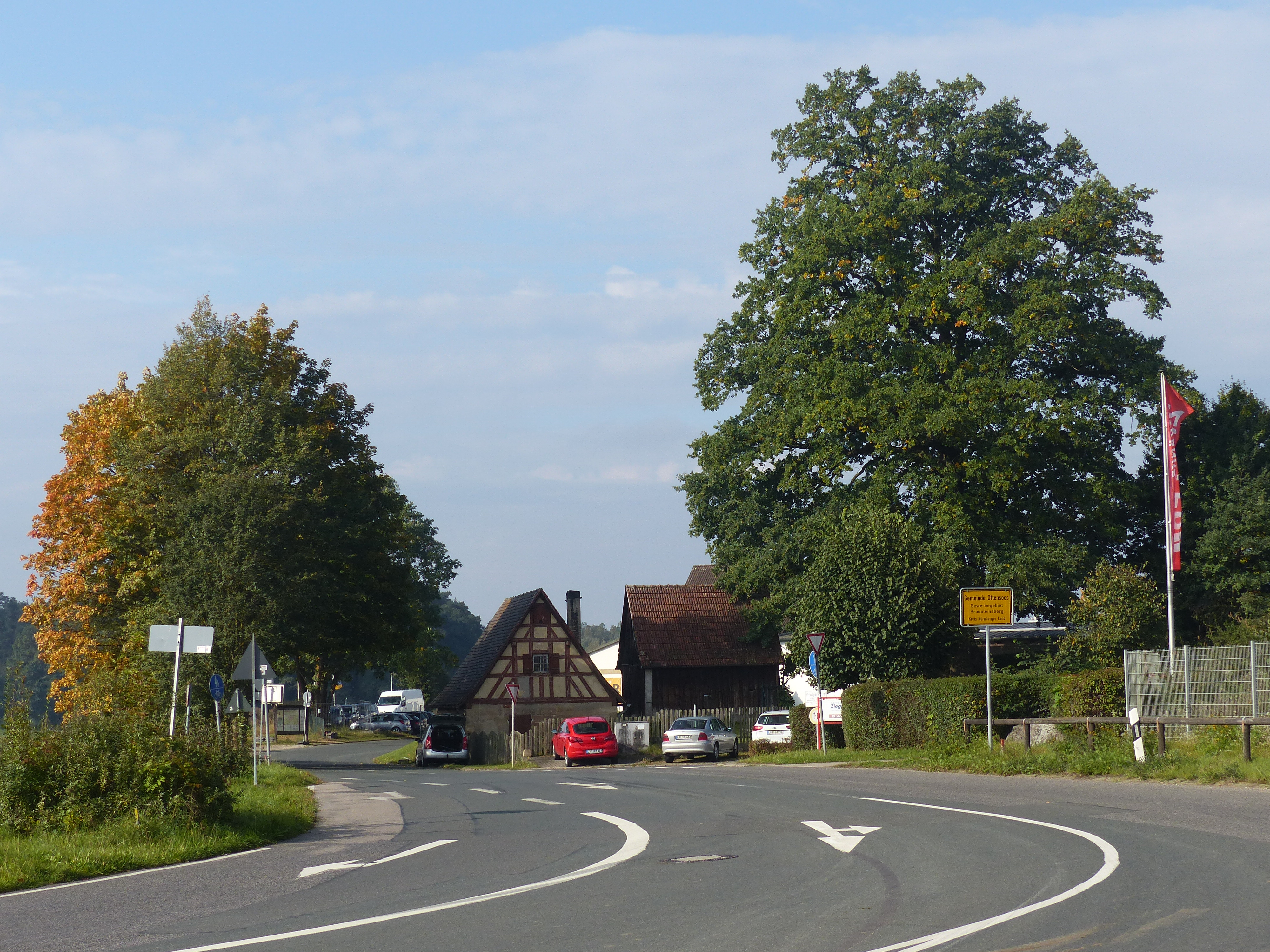
Gewerbegebiet Bräunleinsberg

Nördlich der Bundesstraße 14 hat sich nach dem Zweiten Weltkrieg das etwa einen Kilometer vom Ortszentrum entfernte Gewerbegebiet Bräunleinsberg entwickelt, das den Aufschwung der Gemeinde stark beeinflusst hat.

### Kronen-Bräu
In Ottensoos befand sich von 1700 bis 2001 die Brauerei Kronen-Bräu Friedrich Süß KG. Die Brauerei wurde von einer Großbrauerei übernommen und kurz darauf geschlossen. Teile der ehemaligen Braustätte stehen unter Denkmalschutz.

## Personen mit Bezug zu Ottensoos
- Sebastian Adam Karl Sommer (1796–1865), evangelisch-lutherischer Pfarrer und Kirchenlieddichter
- Henry Simonsfeld (1852–1913), Historiker, Bibliothekar, Professor in München